# Jonathan Wang
Jonathan Wang (* 28. November 1984 in Dallas) ist ein Filmproduzent.

## Leben
Wangs Vater stammt aus Taiwan und immigrierte in die Vereinigten Staaten, wo er früh verstarb.
Wang begann seine Laufbahn zu Beginn der 2010er Jahre als Produzent von Musikvideos. Er arbeitete hierbei für Künstler wie Bob Dylan und Beyoncé. Mitte des Jahrzehnts wandte er sich der Filmproduktion zu und arbeitet seither auch hier mit den Regisseuren und Drehbuchautoren Daniel Kwan und Daniel Scheinert zusammen. Ihr erster gemeinsamer Spielfilm war Swiss Army Man, der 2016 veröffentlicht wurde. Wangs Produktionen entstanden alle in Zusammenarbeit mit A24. Wang, Kwan und Scheinert hatten zuvor bereits bei einigen Musikvideos kooperiert. 2015 waren sie für den Grammy Award for Best Music Video nominiert. Für ihre Arbeit an Everything Everywhere All at Once (2022) wurden die drei mit dem Oscar in der Kategorie Bester Film ausgezeichnet. Außerdem gewannen bei den Gotham Awards 2022 die Auszeichnung für den Besten Film. Hinzu kamen diverse andere Nominierungen, etwa bei den Independent Spirit Awards 2023 und den British Independent Film Awards 2022.
Ende Juni 2023 wurde Wang Mitglied der Academy of Motion Picture Arts and Sciences.
Wang lebt und arbeitet in Los Angeles und New York City.

## Filmografie (Auswahl)
- 2014: DJ Snake and Lil Jon: Turn Down for What (Musikbvideo)
- 2016: Swiss Army Man
- 2019: The Death of Dick Long
- 2021: False Positive
- 2022: Everything Everywhere All at Once